# Prix culturel de l'Église
Le prix culturel de l'Église (finnois : Kirkon kulttuuripalkinto) est un prix culturel décernée par l'Église évangélique-luthérienne de Finlande,. 

## Présentation
Le prix est décerné depuis 1992, après la fusion des Prix des Beaux-Arts et de la Musique de l’Église. 
Le prix culturel annuel est décerné en reconnaissance d'une œuvre artistique ou culturelle créative ou performante en rapport avec le message chrétien. 
Le montant du prix est de 6 000 euros.

## Lauréats
La liste des lauréats est la suivante:
| - 1992 Ritva Ahonen - 1993 Ulstadiuksen - 1994 Centre de silence et KeViKe - 1995 Anne Fried - 1996 Veikko Sinisalo - 1997 Église Saint-Olaf - 1998 Marjatta Haapanen - 1999 Tauno Sarantola - 2000 Kari Tikka - 2001 Bey Heng - 2002 Paavo Liski - 2003 Päivi Setälä - 2004 Päikki Priha - 2005 Hannu Konola et Matti Sanaksenaho - 2006 Veikko Aaltonen et Klaus Härö | - 2007 Simo Heininen et Tytti Issakainen - 2008 Reijo Pajamo et Kaija Eerola - 2009 Osmo Rauhala et Kuutti Lavonen - 2010 Juha Leiviskä - 2011 Tiina Lindfors - 2012 Kauneimmat joululaulut - 2013 Ulla-Lena Lundberg - 2014 Risto Nordell - 2015 Jaakko Löytty - 2016 Arto Myllärinen et Jouni Laine - 2017 Kaisa Häkkinen - 2018 Juhani Aaltonen - 2019 Pekka Kivekäs et Annukka Laine - 2020, John Webster (fi) |